# Marie-Caroline Drummond de Melfort
Marie-Caroline Drummond de Belfort, née le 14 juillet 1825 à Neufchâteau (Vosges) et morte le 6 avril 1907 à Paris, est une compositrice et femme de lettres française.

## Biographie
En 1856, elle accompagne sa cousine Marie Thouvenel (épouse de Édouard Thouvenel ambassadeur de France en Turquie) dans un voyage à Constantinople ; ce qu'elle relatera « Lorsqu'on a vu un coin de l'Orient, on y a laissé de son âme. C'est pourquoi je reviens toujours, et avec un charme infini, vers les souvenirs du séjour que, dans ma jeunesse, j'ai fait à Constantinople »
Elle épouse en 1869 François Jacques Gaston Durand de Fontmagne, conseiller général de l'Hérault, et propriétaire du domaine de Fondespierre à Castries. Devenue veuve, elle se consacra à la musique et séjourne soit à Paris soit dans sa propriété de Bazoilles-sur-Meuse dans les Vosges.  
« C’est une de nos plus élégantes Parisiennes, par la grâce, l'esprit et le cœur »

## Œuvres

### Littérature
- Un séjour à l'Ambassade de France à Constantinople sous le Second Empire ; Plon-Nourrit et Cie, Paris, 1902.en ligne sur Gallica
- Journées d'Istanbul : Journées passées au Consulat de France à Istanbul sous le Second Empire ; Éditeur Durmus Akbulut.
- Istanbul après la guerre de Crimée ; Traduit par Gulcicek Soyturk
- Commentaires sur le livre d'Esther ; E. Vitte, 1900

### Musique
- Marche funèbre, pour piano. Op. 13 (1885)
- Marche turque, pour piano. Op. 1 (1885)
- Tempi passati, souvenirs pour piano (1885)
- Le sergent Larose: idylle : opéra-comique en 1 acte livret de Charles Labor (1888)
- Le Berger de Blandy. Poésie de la Princesse Catherine de Bourbon (1559-1604) Op. 53 (1893)
- Folies d’Amour, opéra comique en un acte publié en 1894, livret de H. Dracy
- Les Grâces et l'Amour. Poésie du XVIIIe siècle (1894)
- Ave Maria... Op. 55., pour chant & chœur ad libitum avec accompag.t de piano ou orgue (1895)
- Bianca Torella  opéra en trois actes, livret d'Armand Silvestre 1897 ; représenté au théâtre du Capitole de Toulouse en 1897, puis au Théâtre de Tunis en 1898[6]
- Tout passe ! Poésie de Alfred de Musset (1901)
- Marche nuptiale extraite de l'opéra "Bianca Torella" transcrite pour orgue expressif ou pour grand orgue par Joseph Bizet (1902[7])